# Adjarra I
Adjarra I è un arrondissement del Benin situato nella città di Adjarra (dipartimento di Ouémé) con 9.902 abitanti (dato 2006).